# Space Quest II: Vohaul's Revenge
Space Quest II: Vohaul's Revenge est un jeu d'aventure développé et publié par Sierra On-Line le 14 novembre 1987 sur PC, Macintosh, Apple II, Amiga et Atari ST. Comme son prédécesseur, Space Quest: The Sarien Encounter, le jeu se déroule dans un univers de science-fiction humoristique. Le jeu est basé sur le moteur Adventure Game Interpreter qui permet au joueur de  se déplacer dans les décors du jeu à l’aide du clavier et d’interagir avec son environnement en entrant des lignes de commandes,. Depuis sa sortie, quatre suites ont été publiées par Sierra Entertainment. Le jeu a également fait l’objet d’un remake publié en 2011,.

## Accueil
| Space Quest II Vohaul's Revenge |      |       |
| Média                           | Nat. | Notes |
| Adventure Gamers                | US   | 3/5   |
| AllGame                         | US   | 4.5/5 |
| Tilt                            | FR   | 16/20 |
| CU Amiga                        | FR   | 80 %  |
| Zzap!64                         | GB   | 51%   |